# Musculus flexor digitorum superficialis
De musculus flexor digitorum superficialis of oppervlakkige vingerbuiger is een belangrijke onderarmspier die zorgt voor buiging (flexie) van alle vingers behalve de duim.
De duim wordt door een andere spier gebogen, de musculus flexor pollicis longus.